# Conteville (Somme)
Conteville település Franciaországban, Somme megyében. Lakosainak száma 217 fő (2022. január 1.). Conteville Yvrench, Bernâtre, Coulonvillers, Cramont, Domléger-Longvillers, Hiermont és Maison-Ponthieu községekkel határos.

## Népesség
A település népességének változása:
| Lakosok száma | 199  | 202  | 211  | 211  | 216  | 219  | 222  | 225  | 217  |
|               | 2013 | 2015 | 2016 | 2017 | 2018 | 2019 | 2020 | 2021 | 2022 |